# グルカン 1,4-β-グルコシダーゼ
グルカン 1,4-β-グルコシダーゼ(Glucan 1,4-beta-glucosidase, EC 3.2.1.67)は、グルカン（1,4-β-D-グルカン）及び関連オリゴ糖の(1->4)-結合を加水分解し、連続するグルコースユニットを除去してオリゴ糖を遊離させる酵素である。
セルロースや関連多糖を加水分解するセルラーゼの一種であり、特に多糖鎖の末端に作用するエキソセルラーゼに分類される。他には、exo-1,4-beta-glucosidase, exocellulase, exo-beta-1,4-glucosidase, exo-beta-1,4-glucanase, beta-1,4-beta-glucanase, exo-1,4-beta-glucanase, 1,4-beta-D-glucan glucohydrolase等と呼ばれる。